# Plastophora pallidicornis
Plastophora pallidicornis är en tvåvingeart som beskrevs av Colyer 1966. Plastophora pallidicornis ingår i släktet Plastophora och familjen puckelflugor. Inga underarter finns listade i Catalogue of Life.